# 李亞軍
李亞軍（1973年10月8日—），中华人民共和国贵州省贵阳市人，是中国国家射击队运动员。

## 生涯
李亞軍是射擊運動中的多向飛碟運動員。他於1990年時進入貴州軍體校，教練為田鐵堅，並展開了他的射擊生涯。10年後，即2000年，李入選國家隊，其教練金躍康。
在此之前，他曾在1992年至1993年兩度贏得全國錦標賽男子個人多向飛碟小項的冠軍。2002年12月6日，李亞軍在中國射擊精英賽以125中奪得男子個人多向飛碟小項的錦標。2006年，他在多哈亞運的男子個人多向飛碟小項未有獎牌進帳。
2008年8月10日，在2008年北京奥运会射击男子飞碟多向资格赛中，李亚军排名第21位，无缘决赛。2010年慕尼黑射击世锦赛上，李亚军以总成绩140中（资格赛122中以第三名身份晋级、决赛18中）夺得第五名收获2012年伦敦奥运会资格。